# 王圻
王圻（1530年—1615年），字元翰（或符翰），號洪洲，或號普始，南直隸嘉定縣江桥人（一說上海縣人，兩地現今均屬上海市）。明朝政治人物、學者、藏書家。

## 生平
王圻中嘉靖四十三年（1564年）甲子科應天府乡试第一百十二名，嘉靖四十四年（1565年）联捷考中会试二百八名，廷试三甲一百五十名進士，礼部观政，本年八月授江西清江知縣，四十五十一月改萬安縣，隆慶二年（1568年）九月选擢雲南道監察御史。因敢於直言，與首輔高拱意見不合，四年二月出為福建僉事，十二月降为邛州判官，六年七月升遷進賢縣知縣。万历三年（1575年）九月復除曹县知县，四年八月升開州知州，六年升靖州同知，九年十一月升湖广佥事，十年九月改任本省提学佥事，十三年十月官至陝西布政使司參議，十四年正月致仕。萬曆四十三年卒，年八十六。
王圻晚年辭官歸隱，專事寫作。在諸翟靠近吳淞江的地方種植萬株梅，謂之“梅花源”，自號“梅源居士”。是當時松江府四大藏書家之一。。

## 著作
著有《續文獻通考》254卷、《洪洲類稿》4卷、《三才圖會》105卷、《兩浙鹽志》、《海防志》、《諡法通考》、《稗史類編》（又名稗史匯編）等。他還刻印过薛璀《读书录》11卷、《续集》12卷、《薛文清公事实》1卷，宋魏了翁、元方回《古今考》38卷，宋蔡正孙辑《精选诗林广记》4卷，题梁丘子注《黄庭内外景经注解》3卷，《图说》1卷等。去世后，其子王思义辑刻过他的《王侍御类稿》16卷。

## 家族
曾祖王鈇。祖王槐。父王燿，医学正科、封知县；母馬氏，封孺人。兄王墀、弟王陞、王重。

## 延伸阅读
[在维基数据编辑]
 《明史卷二百八十六》，出自《明史》
 在维基共享资源阅览影像、分类
| 官衔          | 官衔                       | 官衔                   |
| ------------- | -------------------------- | ---------------------- |
| 前任： 潘雲祥 | 明朝開州知州 萬曆四年-六年 | 繼任： 丘東昌 贵州举人 |